# Grigori Sulemin
Grigori Sulemin –en ruso, Григорий Сулемин– (26 de octubre de 1986) es un deportista ruso que compitió en judo. Ganó una medalla de plata en el Campeonato Europeo de Judo de 2012, en la categoría de –90 kg.

## Palmarés internacional
| Campeonato Europeo | Campeonato Europeo  | Campeonato Europeo | Campeonato Europeo |
| Año                | Lugar               | Medalla            | Categoría          |
| ------------------ | ------------------- | ------------------ | ------------------ |
| 2012               | Cheliábinsk (Rusia) | Medalla de plata   | –90 kg             |